# Bell XV-3

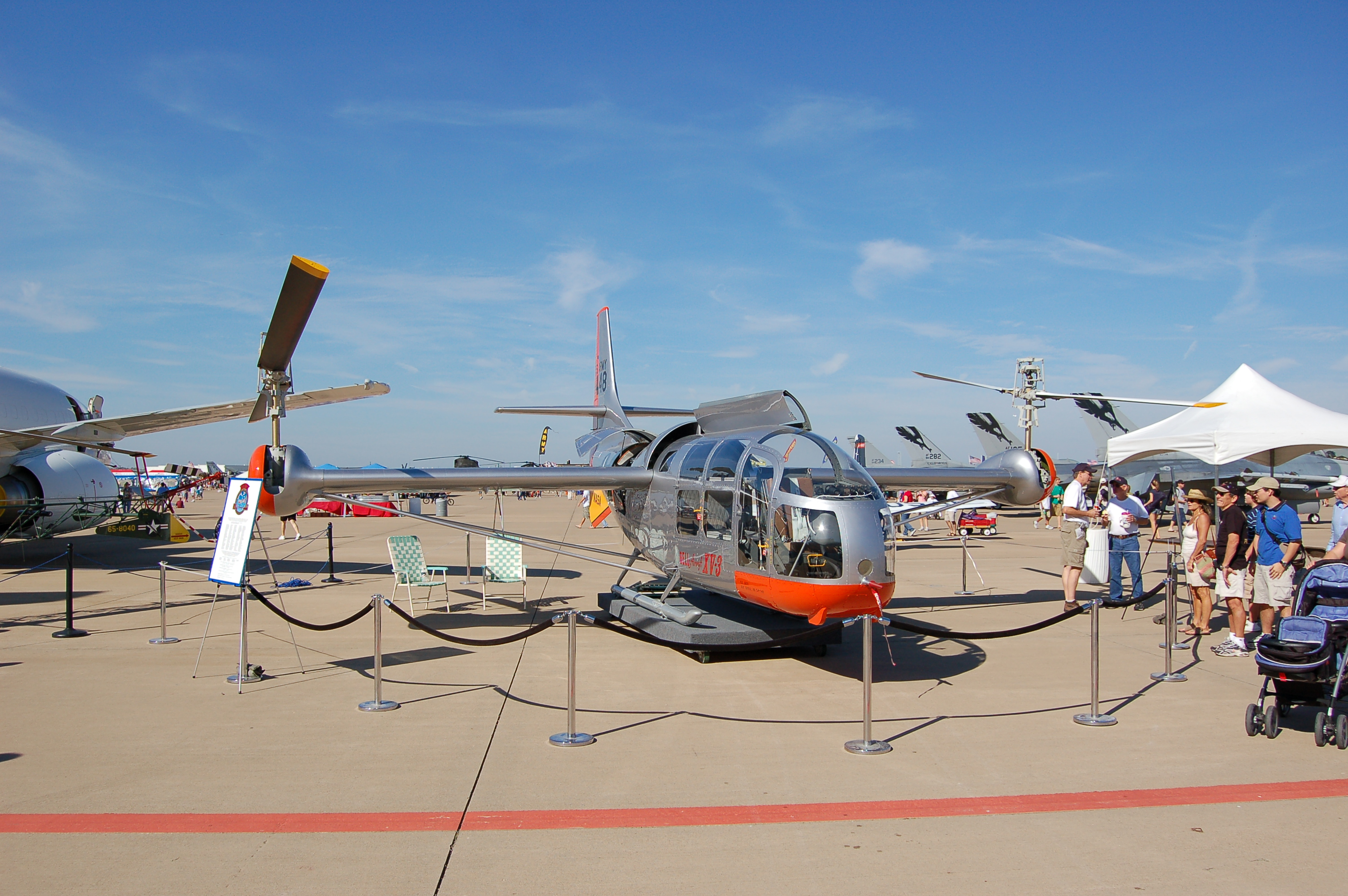
Bell XV-3

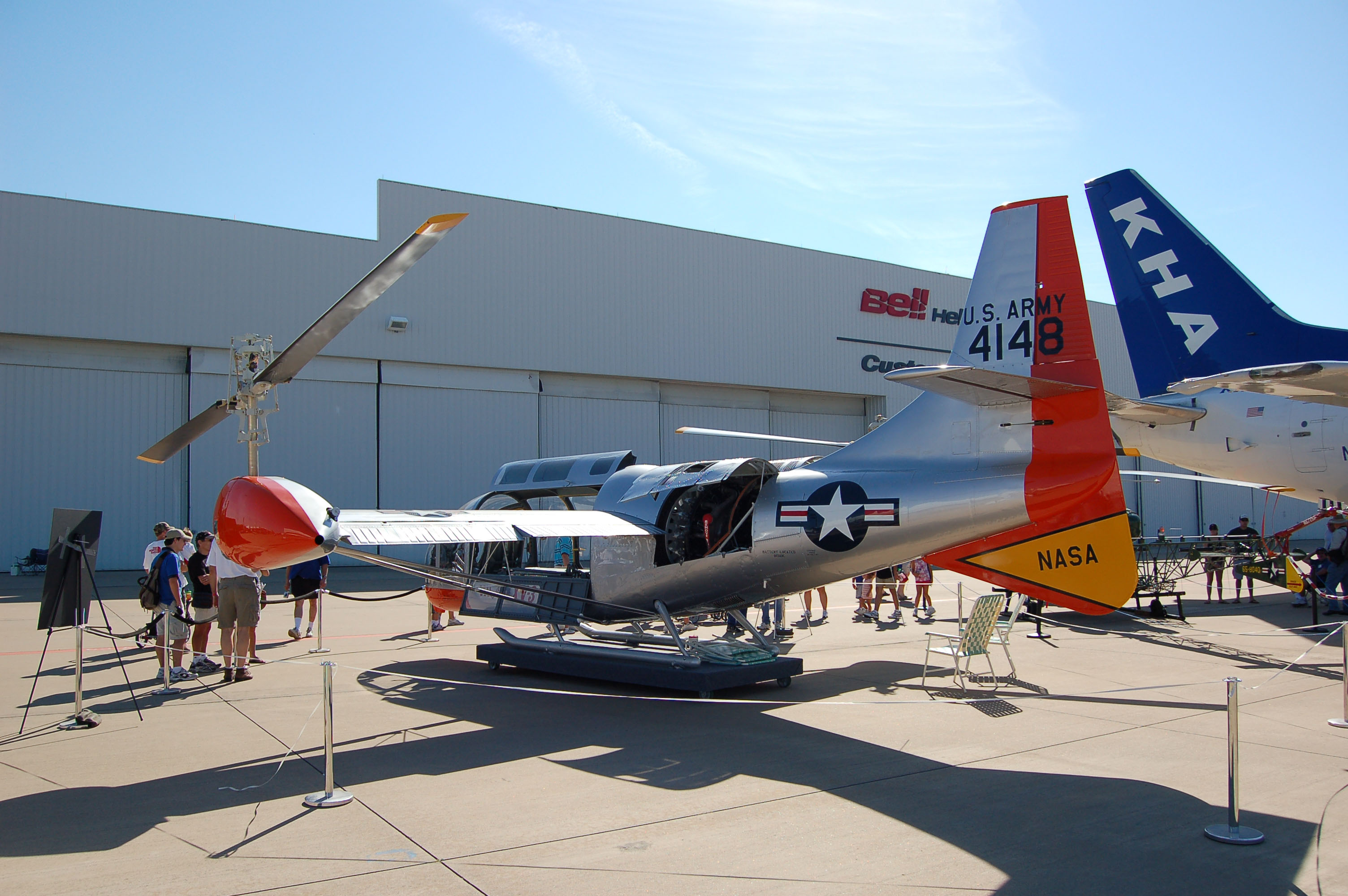
Вид ззаду

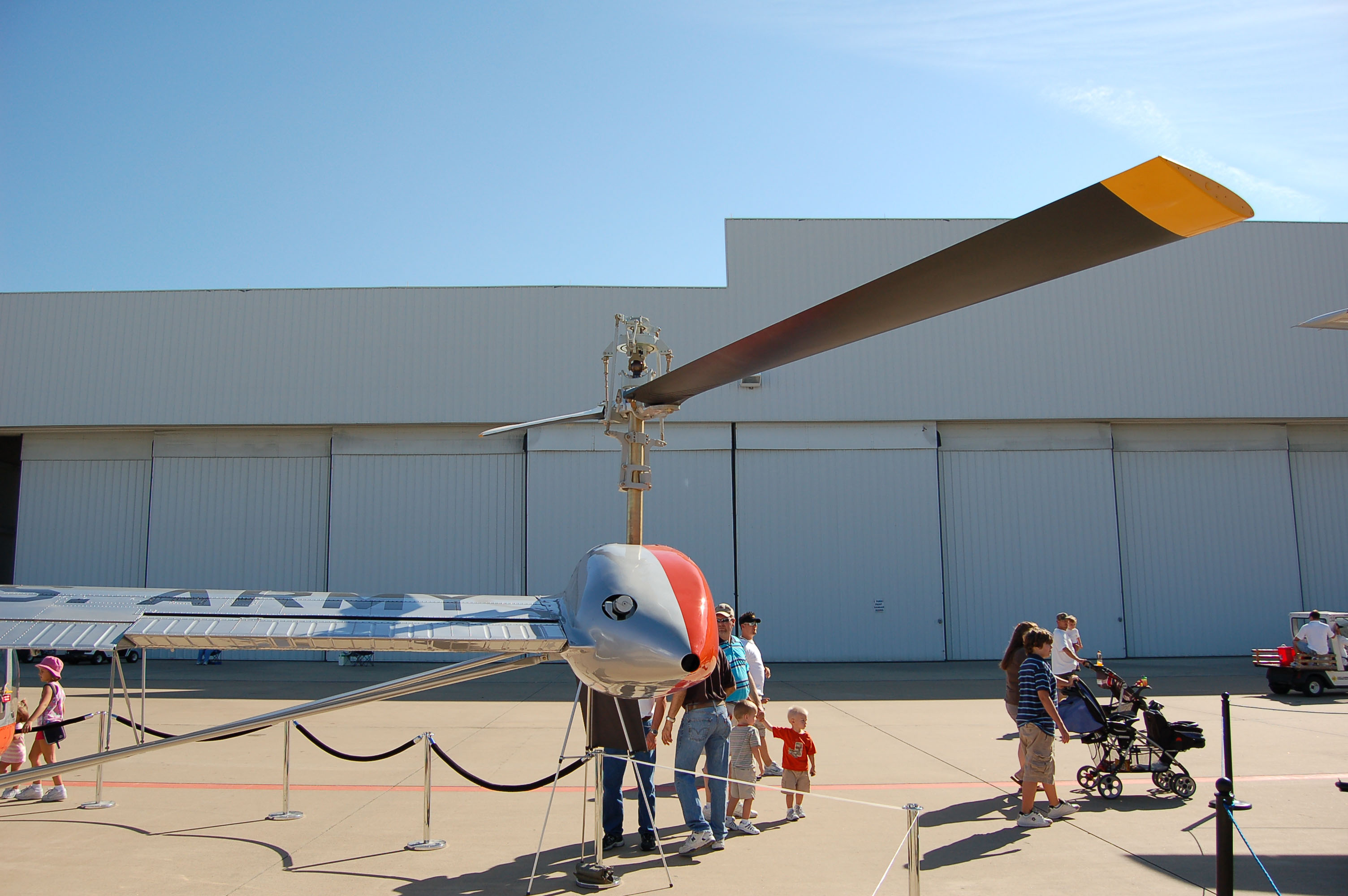
Starboard tiltrotor

Bell XV-3 — експериментальний конвертоплан. Перший політ 23 серпня 1955 року. Вперше перехід від вертикального до горизонтального польоту відбувся 18 грудня 1958 року. До 1966 році було виконано понад 250 польотів. Це довело принципову можливість схеми з поворотними гвинтами. Випробування машини пройшли успішно і було прийнято рішення створити на її базі апарат з поворотними двигунами, що призвело до будівництва конвертоплана Bell XV-15.

## ЛТХ
- Максимальна швидкість: 280 км/год
- Стеля: 3600 м
- Злітна вага: 2177 кг
- Вага порожнього: 1633 кг
- Силова установка: 1 x Pratt & Whitney R-985 потужністю 330kW
- Діаметр поворотних гвинтів: 7.32 м
- Розмах крила: 9.15 м

## См. також
- V-22 Osprey
- Bell/Agusta BA609
- Bell Eagle Eye | Авіація | Це незавершена стаття з авіації. Ви можете допомогти проєкту, виправивши або дописавши її. |